# منشأة عجلان
قرية منشأة عجلان هي إحدى القرى التابعة لمركز قلين في محافظة كفر الشيخ في جمهورية مصر العربية. حسب إحصاءات سنة 2006، بلغ إجمالي السكان في «منشأة عجلان» 1560 نسمة، منهم 786 رجل و774 امرأة.